# Верхнелужицкая научная библиотека
Верхнелужицкая научная библиотека (также Библиотека Верхней Лужицы; нем. Oberlausitzische Bibliothek der Wissenschaften) — крупнейшая библиотека в городе Гёрлиц, а также крупнейшая библиотека между Дрезденом и Вроцлавом.
Библиотека была основана Верхнелужицким научным обществом в XVIII веке. В 1945 году была национализирована и открыта для публичного посещения в 1951 году.
В настоящее время фонд библиотеки насчитывает около 140 тысяч работ, большей частью которой является историческая литература (80 %), Среди них многочисленные раритеты и сокровища, такие как Библия Франциска Скорины(конволют из 11 книг), инкунабул или коллекции брошюр с 16 века. Также имеются ценные рукописи и около 3000 исторических карт и атласов. Старейшей работой в библиотеке является рукописный кодекс 11 века написанный римским историком Саллюстием.